# Justicia congestiflora
Justicia congestiflora är en akantusväxtart som beskrevs av Raymond Benoist. Justicia congestiflora ingår i släktet Justicia och familjen akantusväxter.

## Underarter
Arten delas in i följande underarter:
- J. c. elongata
- J. c. humilior